# Tommaso Cambray-Digny
Tommaso Cambray-Digny (Firenze, 23 gennaio 1845 – San Piero a Sieve, 3 gennaio 1901) è stato un politico italiano, deputato del Regno d'Italia.
Si laureò in scienze amministrative e giuridiche e svolse la professione di avvocato. Fu deputato conservatore seguendo le orme del padre Luigi Guglielmo, che fu ministro del regno e senatore fin oltre la data di morte del figlio Tommaso. 
Tommaso Cambray-Digny fu uno dei più autorevoli membri dell'Accademia Scacchistica Fiorentina.  Acquisì ancor maggiore notorietà nell'ambiente scacchistico quando pubblicò il sonetto Il matto di Legal sulla Nuova Rivista degli scacchi nell'aprile 1880 poi ripubblicato numerose volte nel secolo XX. Opera sua fu anche l'ode Scacchi e Musica, che descriveva una celebre partita fra Morphy e il duca di Brunswick, che si diceva fosse stata giocata al teatro dell'Opéra national de Paris nell'intervallo del Barbiere di Siviglia di Rossini.